# Angelo Attaguile
 (avril 2021).
Si vous disposez d'ouvrages ou d'articles de référence ou si vous connaissez des sites web de qualité traitant du thème abordé ici, merci de compléter l'article en donnant les références utiles à sa vérifiabilité et en les liant à la section « Notes et références ».
Angelo Attaguile (né le 12 mai 1947  à Grammichele) est un homme politique italien, membre du Mouvement pour les autonomies, puis de la Ligue du Nord à partir de 2015.

## Biographie
Fils du sénateur et ministre Gioacchino Attaguile (it), Angelo Attaguile a été responsable national du mouvement jeunesse de la Démocratie chrétienne.
De 1987 à 1990, il a présidé le Calcio Catane. Il est élu député en Campanie les 24 et 25 février 2013, dans la liste du Peuple de la liberté. Il s'inscrit au groupe parlementaire de la Ligue du Nord le 19 mars 2013.
En décembre 2014, Matteo Salvini, secrétaire fédéral de la Ligue du Nord annonce lors d'une conférence de presse la naissance de Noi con Salvini, un mouvement politique destiné à enraciner les idées de la Ligue dans le Centre et le Midi italiens. Le 25 janvier 2015, Angelo Attaguile en est nommé secrétaire national et coordinateur pour la Sicile. Il quitte alors le Mouvement pour les autonomies.